# Juncus lomatophyllus
Juncus lomatophyllus là một loài thực vật có hoa trong họ Juncaceae. Loài này được Spreng. mô tả khoa học đầu tiên năm 1821.